# Пенафієл
Пенафіє́л (порт. Penafiel; МФА: [pɨ.nɐ.fi.ˈɛɫ], Пинафіе́л) — муніципалітет і місто в Португалії, в окрузі Порту. Розташований у північно-західній частині країни, на теренах історичної португальської провінції Дору-Міню. Належить до Портуської діоцезії Католицької церкви в Португалії. Права міського самоврядування має з 1519 року. Поділяється на 28 парафій. За адміністративним поділом, чинним до 1976 року, був складовою провінції Берегове Дору. Площа муніципалітету — 212,24 км², населення муніципалітету — 72265 ос. (2011); густота населення — 340,49 осіб/км²
. Патрон — святий Мартин. Святковий день муніципалітету — 11 листопада. Поштовий індекс — 4560.  Код місцевої адміністративної одиниці — 1311. Складова статистичного регіону Північ.

## Географія
Пенафієл розташований на північному заході Португалії, на півдні округу Порту.
Пенафієл межує на півночі з муніципалітетом Лозада, на північному сході — з муніципалітетом Амаранте, на сході — з муніципалітетом Марку-де-Канавезеш, на півдні — з муніципалітетом Каштелу-де-Пайва, на заході — з муніципалітетами Гондомар і Паредеш.

## Історія
1519 року португальський король Мануел I надав Пенафієлу форал, яким визнав за поселенням статус містечка та муніципальні самоврядні права.

## Населення
| Кількість мешканців | Кількість мешканців | Кількість мешканців | Кількість мешканців | Кількість мешканців | Кількість мешканців | Кількість мешканців | Кількість мешканців | Кількість мешканців | Кількість мешканців | Кількість мешканців | Кількість мешканців | Кількість мешканців | Кількість мешканців | Кількість мешканців | Кількість мешканців |
| ------------------- | ------------------- | ------------------- | ------------------- | ------------------- | ------------------- | ------------------- | ------------------- | ------------------- | ------------------- | ------------------- | ------------------- | ------------------- | ------------------- | ------------------- | ------------------- |
| 1864                | 1878                | 1890                | 1900                | 1911                | 1920                | 1930                | 1940                | 1950                | 1960                | 1970                | 1981                | 1991                | 2001                | 2011                |                     |
| 28 247              | 28 911              | 30 432              | 31 799              | 34 834              | 35 082              | 37 496              | 42 179              | 46 476              | 49 924              | 53 715              | 64 267              | 68 444              | 71 800              | 72 265              |                     |

## Парафії
1. Пасу-де-Соза

## Пам'ятки
- Пасу-де-Созький монастир — колишній бенедиктинський монастир Х століття.